# Athanase de Kholmogory
Afanasii ou Athanase de Kholmogory (né Alexeï Artemïevitch Lioubimov, russe : Алексей Артемьевич Любимов; v. 1641-1702) est un évêque russe qui joua un rôle important dans la lutte de l'Église orthodoxe contre les Vieux-Croyants dans la Russie septentrionale.

## Biographie
Ayant reçu une excellente formation, non seulement dans les textes grecs, mais également latins et allemands, il dirige pendant quinze ans le monastère Dalmatov au sud de Perm malgré la pression des Kalmouks qui détruisent le monastère durant deux incursions. 
Sans doute éduqué dans la pensée des Vieux-Croyants, il se tourne contre eux et s'illustre dans le célèbre débat contre Nikita Dobrynine en 1682 à Moscou. Le texte polémique qu'il écrit à la suite du débat, Les Exhortations spirituelles (Ouvet doukhovnyi), sera un des textes de propagande contre les Vieux-Croyants les plus importants du XVIIe siècle.
Il est alors nommé à la tête de l'évêché de Kholmogory, qu'il s'efforce d'administrer en réorganisant le clergé et en luttant contre les Vieux-Croyants très présents : moines de Solovetski récalcitrants, vieux-croyants errants et paysans convertis. Il fait édifier la Cathédrale de la Transfiguration-du-Sauveur (Kholmogory) en 1685-1691 dans l'enceinte du Kremlin de Kholmogory. 